# Горня Влахиницька
Горня Влахиницька (хорв. Gornja Vlahinićka) — населений пункт у Хорватії, у Сисацько-Мославинській жупанії у складі громади Велика Лудина.

## Населення
Населення за даними перепису 2011 року становило 271 осіб.
Динаміка чисельності населення поселення:

## Клімат
Середня річна температура становить 11,05 °C, середня максимальна – 24,95 °C, а середня мінімальна – -5,20 °C. Середня річна кількість опадів – 884 мм.
| Клімат поселення                              | Клімат поселення | Клімат поселення | Клімат поселення | Клімат поселення | Клімат поселення | Клімат поселення | Клімат поселення | Клімат поселення | Клімат поселення | Клімат поселення | Клімат поселення | Клімат поселення | Клімат поселення |
| Показник                                      | Січ.             | Лют.             | Бер.             | Квіт.            | Трав.            | Черв.            | Лип.             | Серп.            | Вер.             | Жовт.            | Лист.            | Груд.            |                  |
| Середній максимум, °C                         | 6,60             | 8,44             | 12,60            | 16,98            | 21,81            | 24,95            | 24,08            | 23,69            | 19,69            | 14,74            | 9,31             | 5,13             |                  |
| Середня температура, °C                       | 0,70             | 2,54             | 6,71             | 11,08            | 15,90            | 19,05            | 20,74            | 20,36            | 16,35            | 11,40            | 5,95             | 1,79             |                  |
| Середній мінімум, °C                          | −5,2             | −3,36            | 0,82             | 5,18             | 10,01            | 13,15            | 17,38            | 17,01            | 13,00            | 8,06             | 2,61             | −1,56            |                  |
| Норма опадів, мм                              | 53               | 51               | 59               | 71               | 79               | 93               | 81               | 84               | 79               | 80               | 86               | 68               |                  |
| Середньомісячна швидкість вітру, м/с          | 1.94             | 2.18             | 2.56             | 2.40             | 2.20             | 2.00             | 2.00             | 1.80             | 1.82             | 1.90             | 2.00             | 2.00             |                  |
| Середньомісячна сонячна радіація, кДж/м²·день | 4241             | 7008             | 10755            | 15174            | 19416            | 21407            | 22447            | 19567            | 14494            | 8976             | 4765             | 3445             |                  |
| --------------------------------------------- | ---------------- | ---------------- | ---------------- | ---------------- | ---------------- | ---------------- | ---------------- | ---------------- | ---------------- | ---------------- | ---------------- | ---------------- | ---------------- |
| Джерело:                                      |                  |                  |                  |                  |                  |                  |                  |                  |                  |                  |                  |                  |                  |